# ایتینراریوم رجیس ریکاردی
ایتینراریوم رگیس ریکاردی  (به لاتین: Itinerarium Regis Ricardi) با نام کامل ایتینراریوم پرگرینروم ات جستا رجیس ریکاردی، نام کتابی لاتین است در باب جنگ‌های صلیبی و به‌خصوص جنگ صلیبی سوم و ریچارد یکم انگلستان نوشته شده‌است. در باب نویسنده این اثر و زمان تألیف آن میان مورخان و پژوهشگران اختلاف است اما نخست این اثر را به جفری وینسائوف نسبت می‌دادند اما بنا بر نظرات جدید، این اثر توسط ریچارد د تمپلو، کانن تثلیث مقدس لندن، در دههٔ ۱۲۲۰ میلادی براساس دو روایت گمشده از جنگ صلیبی سوم به رشته درآمده است.